# 循跡控制系統
循跡控制系統是機動車輛电子稳定程序上的一个辅助功能，旨在防止车轮打滑。有些循跡控制系統由红外循迹模块、微机控制模块、电机驱动模块组成。